# Freiberg

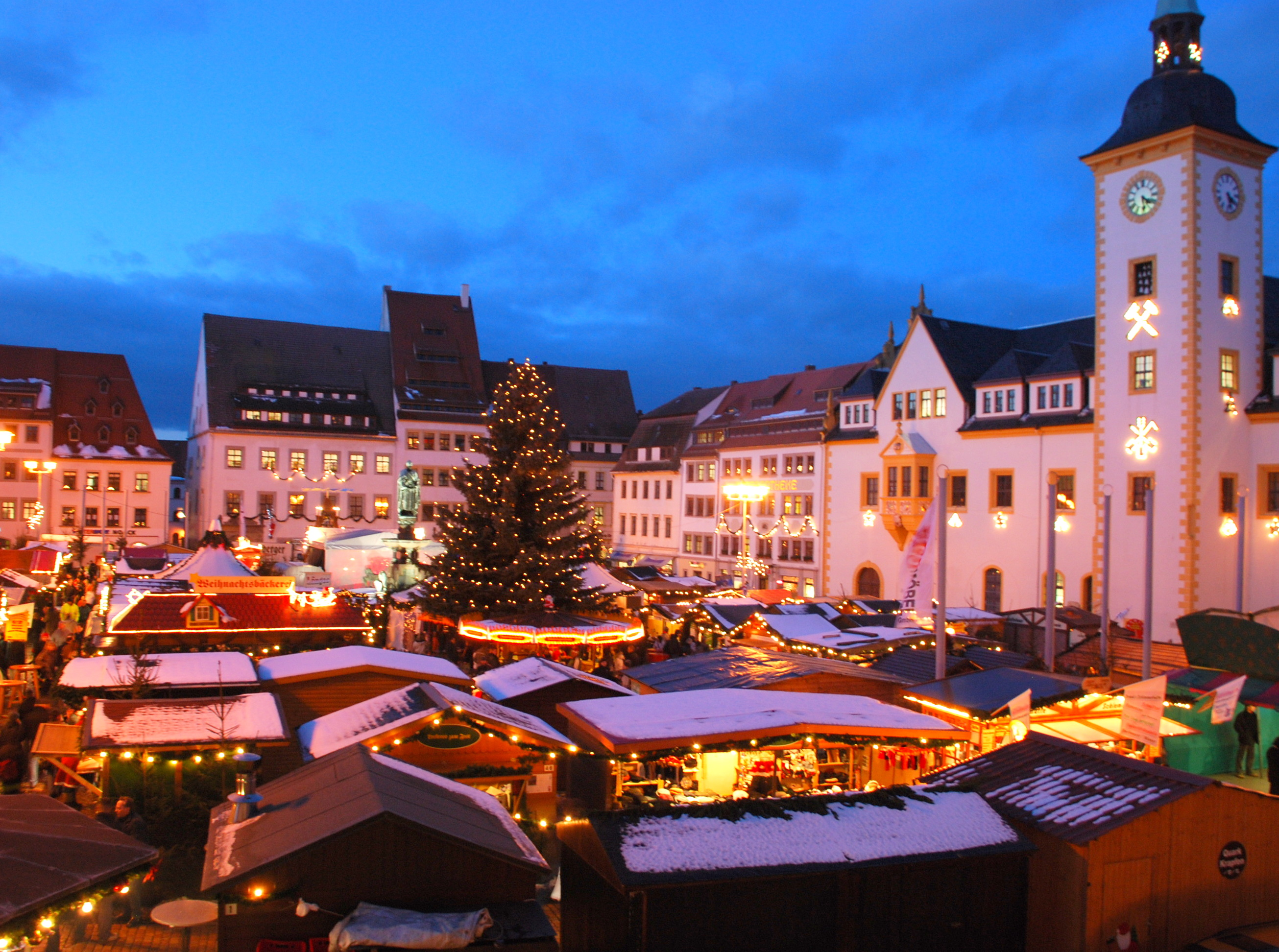
Mercat de Nadal a Freiberg

Freiberg és una ciutat universitària i minera situada a l'estat de Saxònia, entre Dresden i Chemnitz a Alemanya. El 2012 amb 40.083 habitants, una baixa de 5345 (11,7%) des de 2001. Fins a l'1 d'agost de 2008 era la capital del districte de Freiberg, avui és la capital del districte Mittelsachsen, resultat de la fusió dels districtes de Freiberg, Döbeln i Mittweida.
Va ser fundada el 1186 i va ser un centre de la indústria minera durant segles fins al 1969. La Universitat de Freiberg, especialitzada en mineria, creada el 1765 és una de les institucions més conegudes de la ciutat, és la universitat de metal·lúrgia i de mines més antiga del món. En les últimes dècades, presenta un canvi estructural per dedicar-se a l'alta tecnologia, els semiconductors i l'energia solar, de vegades anomenat «Silicon Saxony».

## Geografia
La ciutat es troba al nord de les Muntanyes Metal·líferes. El seu punt més alt és una antic centre miner a 491 metres d'altitud i és regada pel Freiberger Mulde.

### Barris i nuclis
- Bahnhofsvorstadt
- Donatsviertel
- Fernesiechen
- Freibergsdorf
- Friedeburg
- Halsbach
- Himmelfahrter Revier
- Hinter dem Bahnhof
- Hospitalviertel
- Hüttenviertel
- Kleinwaltersdorf
- Langenrinne
- Lößnitz
- Loßnitz
- Neufriedeburg
- Oberstadt
- Scheunenviertel
- Seilerberg
- Silberhofviertel
- Steinberg
- Unterstadt
- Wasserberg
- Zug

## Fill predilecte
- Friedrich Robert Helmert (1843-1917), geodesista i matemàtic
- Matthias Eckel (vers 1468- 1538) compositor musical.